# Level 5: Judgelight
"Level 5: Judgelight" (cách điệu thành "LEVEL5 -judgelight-") là đĩa đơn của cặp song ca nhạc pop và trance Nhật Bản fripSide, được Geneon Universal Entertainment phát hành vào ngày 17 tháng 2, 2010. Bài hát được dùng làm nhạc chủ đề đầu phim thứ hai cho anime Toaru Kagaku no Railgun của J.C.Staff.

## Danh sách track
Tất cả nhạc phẩm được soạn bởi Yaginuma Satoshi.
| "Level 5: Judgelight" CD track listing | "Level 5: Judgelight" CD track listing | "Level 5: Judgelight" CD track listing | "Level 5: Judgelight" CD track listing |
| STT                                    | Nhan đề                                | Phổ lời                                | Thời lượng                             |
| -------------------------------------- | -------------------------------------- | -------------------------------------- | -------------------------------------- |
| 1.                                     | "Level 5: Judgelight"                  | fripSide                               | 4:25                                   |
| 2.                                     | "Memory of Snow"                       | Yaginuma Satoshi Yuki-ka               | 5:02                                   |
| 3.                                     | "Level 5: Judgelight" (khí nhạc)       |                                        | 4:25                                   |
| 4.                                     | "Memory of Snow" (khí nhạc)            |                                        | 4:58                                   |
| Tổng thời lượng:                       | Tổng thời lượng:                       | Tổng thời lượng:                       | 18:50                                  |

### Bản giới hạn
Bản giới hạn của đĩa đơn được đi kèm với một DVD và phát hành vào ngày 17 tháng 2, 2010.
| "Level 5: Judgelight" DVD track listing | "Level 5: Judgelight" DVD track listing | "Level 5: Judgelight" DVD track listing |
| STT                                     | Nhan đề                                 | Thời lượng                              |
| --------------------------------------- | --------------------------------------- | --------------------------------------- |
| 1.                                      | "Level 5 Judgelight (PV)"               |                                         |
| 2.                                      | "Making"                                |                                         |
| 3.                                      | "Spot (In Stores Now ver.)"             |                                         |
| 4.                                      | "Spot (Special ver.)"                   |                                         |

## Bảng xếp hạng
| Năm  | Bảng xếp hạng                          | Vị trí cao nhất |
| ---- | -------------------------------------- | --------------- |
| 2010 | Nhật Bản Oricon Singles Chart (Oricon) | 4               |